# Ancistrocerus sabahensis
Ancistrocerus sabahensis är en stekelart som beskrevs av Giordani Soika. Ancistrocerus sabahensis ingår i släktet murargetingar, och familjen Eumenidae. Inga underarter finns listade i Catalogue of Life.